# Det lange telegram
Det lange telegram blev afsendt af George F. Kennan fra Moskva til Truman-administrationen i Washington, hvortil det ankom den 22. februar 1946. I telegrammet beskrev Kennan den Sovjetiske udenrigspolitik som en langsigtet strategi, der som mål havde at gennemføre marxisme-leninismens mål om at etablere et verdensherredømme. Det ville derfor for USA være umuligt at opnå en varig og stabil fred med Sovjetunionen og dens allierede.

## Baggrund
Truman havde i januar 1946 udtrykt sin bekymring over, at den tidligere allierede i 2. verdenskrig, Sovjetunionen, planlagde en ekspansion i Østeuropa og området ved Middelhavet. Den 9. februar holdt Stalin en tale i Moskva, hvor han forudså en fremtidig krigstilstand mellem "de kapitalistiske magter". I Washington vakte talen bekymring og blandt andet på baggrund af afsløringen af en omfattende sovjetisk spionage i Canada
frygt for en mulig aggression mod Vestmagterne. På denne baggrund bad på Truman-administrationen om Kennans vurdering af talen.

## Indhold
Kennan påpegede, at der var interne politiske forhold, som medførte, at Sovjetunionen anså vestlig indflydelse for at være undergravende for den kontrol, regimet udøvede overfor borgerne. Som modtræk herimod udnyttede Sovjetmagten enhver situation, der kunne skabe uro og destabilisere de liberale demokratier. De sovjetiske ledere var, hævdede Kennan, presset til at opfatte de vestlige demokratier som fjendtligsindede som legitimitet for "et diktatur, de ikke ville vide, hvordan de skulle regere uden; grusomheder, de ikke vovede at undlade at begå; og ofre, de var nødt til at kræve" Kennans sprogbrug var skarpt med formuleringer som "regimets instinktive frygt og neurotiske syn på omverdenen" og vurderede Sovjetunionen som "farligere end nogensinde", men mente dog, at en storkrig kunne undgås, fordi Stalin havde respekt for "magtens logik". Derfor var det i USAs interesse at overvåge og inddæmme Sovjetunionen.
Kennan understregede, og gentog i en artikel året senere, at Sovjetunionen fortrinsvis virkede tiltrækkende på lande uden for dens politiske indflydelsessfære og at hovedindholdet i den amerikanske politik overfor Sovjetunionen derfor skulle være en ”…langsigtet, tålmodig, fast og årvågen inddæmning af unionens eventuelle fremtidige ekspansion. På lang sigt kunne USA så fremme en opløsning eller en gradvis nedbrydning af Sovjetunionens magt.”

## Modtagelse
Telegrammet blev modtaget med stor alvor i Washington og opfattes derfor af mange historikere som den direkte inspiration til Trumandoktrinen. Kennan tog dog senere afstand fra den idealistisk inspirerede formulering af ideen om "containment" i doktrinen. Den 5. marts 1946 holdt Winston Churchill en tale i Fulton, Missouri, hvor han med blandt andre Harry S. Truman som tilhører, betegnede Sovjetunionens greb om Østeuropa som et jerntæppe
Kennans synspunkt blev indirekte bekræftet, da sovjetiske tropper i marts 1946 besatte det nordlige Iran. USA protesterede officielt gennem FN og Sovjetunionen reagerede ved hurtigt at trække tropperne tilbage. Arkivmateriale viser, at Stalin hurtigt fik kendskab til telegrammet, som var opsnappet af efterretningstjenesten. Sovjetunionens ambassadør i Washington fik derfor ordre til at sende en analyse af USAs udenrigspolitik, hvori han blandt andet nåede frem til, at USA stræbte efter verdensherredømmet.